# Constitució Espanyola de 1837

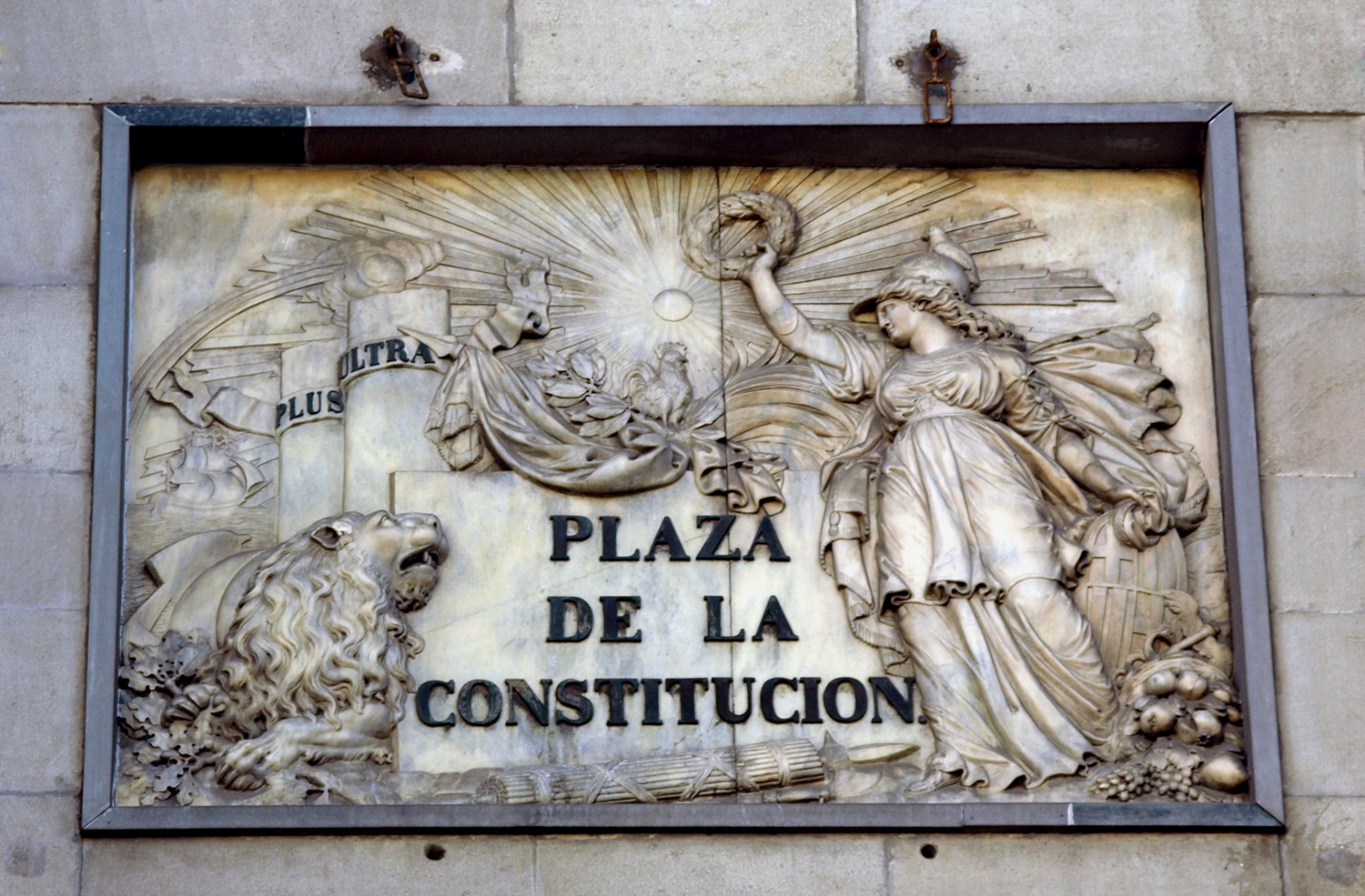
Placa en relleu creada per Celdoni Guixà amb motiu de la inauguració a Barcelona de la Plaça de la Constitució (1837), posteriorment recuperà el nom original de plaça de Sant Jaume, que no s'havia modificat des del segle XIV. Va ser retirada l'any 2013 i actualment es conserva al MUHBA

La Constitució Espanyola de 1837 (oficialment: Constitució de la Monarquia Espanyola) va ser un text constitucional que substituí a la Constitució Espanyola de 1812 i que va estar en vigor fins a la seva reforma l'any 1845.

## Context històric
A la vista dels enfrontaments que van sorgir entre moderats i progressistes, es va originar una crisi de l'Estatut Reial, la qual cosa va provocar que la Reina Regent Maria Cristina de Borbó-Dues Sicílies hagués de veure's forçada a restaurar la Constitució Espanyola de 1812.
Amb aquesta mesura es va donar pas a la formació d'un govern progressista i a la consegüent elecció d'unes Corts Constituents encarregades de portar a terme la corresponent reforma constitucional. És per això que la Constitució de 1837 fou obra, en la seva immensa majoria, dels progressistes, però sempre buscant arribar al consens mitjançant un caràcter conciliador.
Els principis inspiradors en els quals es va fonamentar van ser essencialment els establerts per la Constitució de 1812 i com principi inspirador el de la sobirania nacional. Aquesta reforma va convertir la Monarquia Espanyola en una monarquia constitucional, i va instaurar unes Corts bicamerals, a més de portar a terme, per primera vegada a l'Estat, la incorporació d'una declaració sistemàtica i homogènia de drets; cosa que va suposar un reconeixement ordenat de drets individuals, molt ben garantits i molt lligats a la seguretat i la propietat. Aquests drets es recullen al títol primer l'epígraf "Dels espanyols".
Aquesta constitució va tenir una vigència de 8 anys, fins que l'any 1845 va ser derogada i substituïda sota la presidència del general Narváez per la Constitució de 1845 d'estil i contingut més moderat i conservador.

## Aspectes fonamentals de la constitució de 1837
Estableix que la sobirania és nacional (sancionada al preàmbul). Consagra la divisió de poders:
- Poder executiu: L'ostenta el rei (amb els seus ministres), que sanciona i promulga les lleis. Té dret de veto. La responsabilitat pel mal govern són dels ministres. S'estableix la inviolabilitat de la figura del monarca.
- Poder legislatiu: Corts bicamerals. El Congrés és nomenat per sufragi directe censatari, mentre que els Senat és per nomenament reial.
- Poder judicial: Tribunals de justícia que exerceixen la justícia en nom del monarca.

ReligióObligació de mantenir el culte catòlic, així com els seus ministres per part de l'Estat.
Poder localEls càrrecs de les corporacions locals es designen per elecció directa mitjançant sufragi censatari.
Es regula el funcionament de la Milícia Nacional.